# Елхефт
Елхефт (њем. Ellhöft) општина је у њемачкој савезној држави Шлезвиг-Холштајн. Једно је од 132 општинска средишта округа Нордфризланд. Према процјени из 2010. у општини је живјело 113 становника. Посједује регионалну шифру (AGS) 1054027.

## Географски и демографски подаци
Елхефт се налази у савезној држави Шлезвиг-Холштајн у округу Нордфризланд. Општина се налази на надморској висини од 6 метара. Површина општине износи 7,8 km². У самом мјесту је, према процјени из 2010. године, живјело 113 становника. Просјечна густина становништва износи 14 становника/km².